# Carlos Martínez Díez
Carlos Martínez Díez (Lodosa, 9 april 1986) is een Spaans voetballer die bij voorkeur als rechtsback speelt. Hij stroomde in 2008 door vanuit de jeugd van Real Sociedad.

## Clubcarrière
Martínez maakte gedurende het seizoen 2008-2009 zijn debuut voor Real Sociedad, dat toen uitkwam in de Segunda División. In 2010 promoveerde hij met de club naar de Primera División. Tijdens het seizoen 2012/13 eindigde Real Sociedad op een vierde plaats, waardoor het zich kwalificeerde voor de UEFA Champions League. Martínez speelde inmiddels meer dan 100 competitiewedstrijden voor Real Sociedad.
1 Remiro ·
2 Odriozola ·
3 Muñoz ·
4 Zubimendi ·
5 Zubeldia ·
6 Elustondo ·
7 Barrenetxea ·
8 Zacharjan ·
9 Óskarsson ·
10 Oyarzabal  ·
11 Becker ·
12 López ·
13 Marrero ·
14 Kubo ·
16 González de Zarate ·
16 Olasagasti ·
17 Gómez · 
18 Traoré · 
19 Sadiq ·
20 Pacheco ·
21 Aguerd ·
22 Turrientes ·
23 Méndez ·
24 Sučić ·
25 Magunazelaia ·
26 Aramburu ·
28 Marín ·
Coach: Alguacil
· Assistent-coach: Ansotegi